# 羅伊斯·路易士
羅伊斯·奧利佛·路易士（英語：Royce Oliver Lewis，1999年6月5日—），為美國職棒大聯盟的三壘手，目前效力於明尼蘇達雙城。他是2017年美國職棒大聯盟選秀的選秀狀元。

## 職業生涯

### 小聯盟
2017年美國職棒大聯盟選秀，路易士以狀元之姿加盟雙城。該年他從新人聯盟出發，並在季中升上1A。隔年他在1A繳出3成15的打擊率，並敲出9轟與53分打點。
2018年7月中，路易士升上高階1A，繳出2成55的打擊率。最後他和隊友Alex Kirilloff一同獲選季後賽明星隊，路易士甚至獲選為中西聯盟的MVP。
2019年，路易士受邀參加大聯盟春訓。該年他入選未來之星明星賽，並於7月升上2A。整季他繳出2成36的打擊率，並敲出12轟與49分打點。
2020年，小聯盟賽事因為COVID-19疫情肆虐全球而暫停。2021年，路易士右膝前十字韌帶斷裂，導致球季報銷。

### 大聯盟
路易士在2022年5月6日登上大聯盟，他在13日敲出大聯盟首轟。他也是雙城隊史第二位生涯首轟就敲出滿貫砲的選手。該年他出賽12場比賽，繳出3成打擊率，並敲出2轟與5分打點。5月底，他右膝前十字韌帶再度斷裂，造成球季報銷。
2023年5月29日，路易士時隔一年傷癒回歸。8月28日，他成為雙城隊史首位練兩天敲出滿貫砲的球員。9月4日，他更是敲出單季第三支滿貫砲。9月15日，他敲出第四支滿貫砲，刷新隊史紀錄。整季他的打擊率為3成13，並敲出6轟與23分打點。最後他在9月獲選為單月最佳球員。
2023年外卡系列賽，路易士在前兩個打數都敲出全壘打。最後他在整個系列賽敲出4轟，與克爾比·帕基特並列隊史第一。
2024年，路易士拉傷股四頭肌，因此錯過開季。

## 外部連結
- 球員資訊和成績在MLB，ESPN，Baseball-Reference，Fangraphs（英文）

| 前任： 米奇·孟尼亞克 | 大聯盟選秀狀元 2017年 | 繼任： 凱西·麥茲 |